# Izsófalva
Izsófalva is een plaats (nagyközség) en gemeente in het Hongaarse comitaat Borsod-Abaúj-Zemplén. Izsófalva telt 1912 inwoners (2001).